# Acridotheres
Acridotheres (Vieillot, 1816) è un genere della famiglia degli Sturnidi che comprende dieci specie di maine diffuse nell'Asia meridionale.

## Specie
- Acridotheres grandis F. Moore, 1858 - maina culbianco;
- Acridotheres cristatellus (Linnaeus, 1758) - maina crestata;
- Acridotheres javanicus Cabanis, 1851 - maina di Giava;
- Acridotheres cinereus Bonaparte, 1850 - maina panciachiara;
- Acridotheres fuscus (Wagler, 1827) - maina della giungla;
- Acridotheres albocinctus Godwin-Austen e Walden, 1875 - maina dal collare;
- Acridotheres ginginianus (Latham, 1790) - maina degli argini;
- Acridotheres tristis (Linnaeus, 1766) - maina comune;
- Acridotheres melanopterus (Daudin, 1800) - storno alinere;
- Acridotheres burmannicus (Jerdon, 1862) - maina di Jerdon.